# Uhlova Rudnea, Ripkî
Uhlova Rudnea (în ucraineană Углова Рудня) este un sat în comuna Mohnaci din raionul Ripkî, regiunea Cernihiv, Ucraina.

## Demografie
Componența lingvistică a localității Uhlova Rudnea
     Ucraineană (97,83%)
     Rusă (2,17%)
Conform recensământului din 2001, majoritatea populației localității Uhlova Rudnea era vorbitoare de ucraineană (97,83%), existând în minoritate și vorbitori de rusă (2,17%).